# John Fillmore Hayford
John Fillmore Hayford (19. května 1868 – 10. března 1925) byl americký geodet.
V roce 1889 dokončil studium stavebnictví a vstoupil do U.S. National Geodetic Survey, kde setrval do roku 1909.
Proslavil jej zejména jím definovaný a po něm pojmenovaný Hayfordův elipsoid. Je po něm pojmenovaný kráter na Měsíci a hora na Aljašce.